# Río Piaxtla
El río Piaxtla es un corto costero río de la zona noroeste de México que desemboca en el océano Pacífico. Tiene una longitud de 220 km y drena una cuenca de 11.473 km².
Este río cruza los estados de Durango y Sinaloa, en las zonas norte y noroeste. Las nacientes se ubican en la sierra Madre Occidental, en el estado de Durango.
Tiene una zona en la que corre dentro de un estrecho cañadón de unos 10 km de ancho que tiene una profundidad de unos 2.000 m de profundidad.